# 호콘 5세

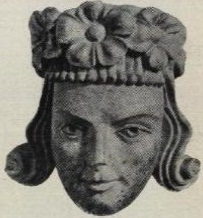
스타방에르 성당에 있는 호콘 5세 흉상

호콘 5세(노르웨이어: Haakon V, 1270년 4월 10일 ~ 1319년 5월 8일) 또는 호콘 망누손(노르웨이어: Håkon Magnusson, 고대 노르드어: Hákon Magnússon)은 노르웨이의 국왕(재위: 1299년 7월 15일 ~ 1319년 5월 8일)이다. 스베리르 가 출신이다.

## 생애
망누스 6세 국왕의 아들로 태어났다. 1299년 자신의 형인 에이리크 2세가 아들 없이 사망하면서 노르웨이의 왕위 계승법에 따라 왕위를 승계받았다.
노르웨이의 국왕으로 있던 동안에는 통상 등의 분야에서 각종 이권을 놓고 한자 동맹과 대립하면서 왕권이 약화되었다. 이를 계기로 노르웨이는 한동안 스웨덴, 덴마크의 내정 간섭을 받았다. 노르웨이의 수도를 베르겐에서 오슬로로 이전한 뒤부터는 지방 통제에 주력했다. 그의 왕위는 외손 망누스(스웨덴의 망누스 4세, 노르웨이의 망누스 7세)가 승계받았다.
| 전임 에이리크 2세 | 노르웨이의 국왕 1299년 7월 15일 ~ 1319년 5월 8일 | 후임 망누스 7세 |